# Fyodor Rokotov

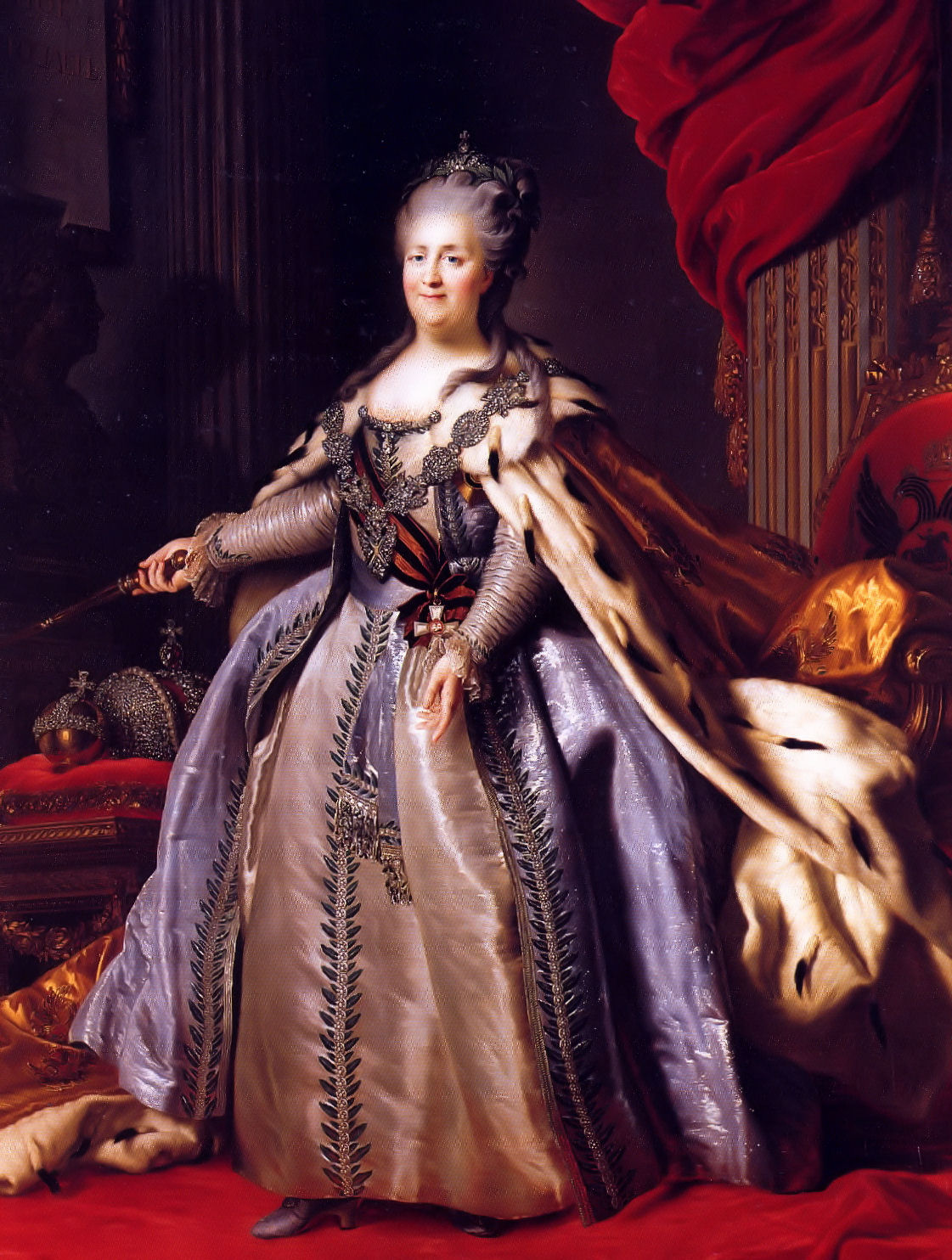
Catarina II, 1770

Fyodor Stepanovich Rokotov (Rússia, 1736 - Moscou, 1809) foi um importante pintor da Rússia, especializado em retratos.
Nasceu em uma família de servos pertencente aos Repin. Muito da sua biografia é obscura. Estudou na Academia Imperial em São Petersburgo, comprou sua liberdade e se estabeleceu como pintor da moda. Foi eleito acadêmico em 1765, mas quase não exerceu o professorado, pois interferia em sua criação. Deste ano em diante fixou-se em Moscou, onde recebia grande quantidade de encomendas, tornando-se um dos melhores retratistas de seu tempo, iniciando o gênero do retrato psicológico.
Entre seus retratos mais conhecidos estão: Portrait of Alexandra Struyskaya (1772), às vezes chamado de Mona Lisa russa e que é, reconhecidamente, a peça mais famosa da pintura russa do século XVIII; Retrato da condessa Elisabeth Santi (1785), e Lady in a Pink Dress (1770). Rokotov evitou pintar retratos formais com muitos ornamentos e decorações. Em vez disso, foi um dos primeiros pintores russos a avançar no retrato psicológico com atenção aos efeitos ópticos e atmosféricos.